# U zmrzlého muže
U zmrzlého muže je pomníček stojící východně od Bulovky a západně od Horní Řasnice ve Frýdlantském výběžku Libereckého kraje na severu České republiky. Jižně odtud tečou vody Arnoltického potoka, nachází se vrch Řasný (433 m n. m.) a za ním Dolní Řasnice. Turisty do blízkosti pomníku přivádí žlutě značená turistická trasa, na níž je severovýchodně od místa zřízen rozcestník turistických tras nazvaný „U pomníčku“. Počátkem září 2010 provedl rekonstrukci pomníku Spolek Patron.
Pomník upomíná na Gottfrieda Blumricha, který bydlel v Kunraticích, severně od Frýdlantu. Ten se v noci 23. prosince 1864 se svým spřežením vracel z lesa. Ve tmě však zabloudil a zajel do močálu. Oběma svým koním sice přeřezal postroje, aby je uvolnil, ale z bažin se dokázal dostat pouze jeden, který se sám vrátil do Dolní Řasnice. Druhý z koní se zde utopil. Z bažin se podařilo dostat i Blumrichovi, jenž promočený a promrzlý vyrazil směrem k Bulovce, v níž bydlel jeho bratr. Tam ovšem nedorazil a ještě daleko nad vsí zůstal vyčerpáním ležet a umrzl. V těchto místech pak byl na jeho památku vztyčen tento pomník.